# 宮城俊作
宮城 俊作（みやぎしゅんさく、1957年 - ）は、日本のランドスケープアーキテクト。奈良女子大学大学院教授、東京大学大学院教授を経てハーバード大学デザイン大学院ランドスケープ学科客員教授。東京芸術大学美術学部デザイン科非常勤講師。農学博士。
1992年より吉村純一とランドスケープデザイン設計組織PLACEMEDIA（プレイスメディア）を設立。パートナーを経て、現在はファンディングフェロー。日本造園学会会長を歴任。要職は宇治市観光案内サイン整備計画策定委員会委員ほか。実家は最勝院（宇治平等院の塔頭）で住職の一人。京都府宇治市生まれ。

## 経歴
平等院を担う最勝院住職の家に長男として生まれる。父親は大学文学部教授で、祖父は法学部の教授であった。1980年、千葉大学園芸学部旧造園学科卒業。1982年、京都大学大学院農学研究科林学専攻（造園学専修）博士前期課程修了。その後渡米し1986年ハーバード大学デザイン大学院修士課程を修了しMLA。コロラド州立大学客員講師、米国内の設計事務所勤務を経て帰国。
1994年、千葉大学園芸学部緑地環境学科助教授を経て、2001年より奈良女子大学生活環境学部住環境学科教授。2006年から奈良文化財研究所四万十市の文化的景観保全計画策定受託研究。2008年（平成20年）度と2012年（平成24年）度東京大学大学院新領域創成科学研究科緑地環境デザインスタジオ非常勤講師。2012年から奈良女子大学研究院 生活環境科学系 住環境学領域教授。2019年から東京大学大学院工学系研究科都市工学専攻教授。2024年からハーバード大学デザイン大学院客員教授。

### 賞歴
- 1994年、日本造園学会賞受賞（学術論文部門）
- 1996年、植村直己記念スポーツ公園・メモリアルゾーン（兵庫県日高町、栗生明＋プレイスメディア）で日本建築学会賞・建築作品部門受賞
- 2001年、BCS賞（建築業協会賞）受賞
- 2008年、土木学会デザイン賞受賞
- 2002年に、グッドデザイン賞を平等院鳳翔館宝物館ランドスケープデザインで、建設業協会賞も受賞
- 2004年に、同賞を国立長崎原爆死没者追悼平和祈念館（長崎市）で、他に2009年、2010年にも受賞
- 2010年、『ランドスケープの近代』（佐々木葉二・三谷徹・登坂誠共著、鹿島出版会、2010年）で平成22年度日本造園学会特別賞受賞
- 2013年、「式年遷宮記念せんぐう館」で平成25年度日本造園学会賞作品賞受賞
- 2016年、豊洲三丁目3街区ランドスケープ（豊洲フロント、豊洲フォレシア、豊洲キュービックガーデン）でランドスケープコンサルタンツ協会作品賞受賞。

## ランドスケープデザイン作品
- 1994年 植村直己記念公園（兵庫県豊岡市）
- 1995年 清里写真美術館（山梨県北杜市）
- 1996年 岡崎市美術博物館（愛知県岡崎市明大寺町）
- 1996年 多摩ニュータウン稲城長峰集合住宅（東京都稲城市）
- 1997年 飛騨高山美術館（岐阜県高山市）
- 2000年 中野坂上4丁目再開発公開空地（東京都中野区）
- 2001年 日本工業倶楽部（東京都千代田区）
- 2003年 グランドハイアット東京（東京都港区）
- 2003年 河田町コンフォガーデン（東京都新宿区）
- 2004年 国立長崎原爆死没者追悼平和祈念館（長崎市）
- 2004年 広島市中清掃工場（広島市）
- 2004年 静岡国際園芸博覧会（浜名湖花博）「水の園」（静岡県）
- 2006年 川口市並木元町公園（埼玉県川口市）
- 2006年 立正俊成会杉並教会（東京都杉並区）
- 2007年 パークハイアット北京（中華人民共和国・北京市）
- 2007年 The Peninsula Tokyo（ザ・ペニンシュラ東京, 東京都千代田区）
- 2008年 「宇治のアトリエ」（京都府宇治市）
- 2010年 ザ・キャピトルホテル 東急（東京都千代田区）
- 2010年 三里屯SOHO（中華人民共和国・北京市）
- 2011年 東北大学青葉山東キャンパス・センタースクエア（宮城県仙台市）
- 2017年 「GINZA SIXガーデン」屋上庭園（東京都中央区）
- 2020年 南三陸町震災復興祈念公園（宮城県本吉郡南三陸町）
- 2020年 ふふ奈良（奈良市）
- 2020年 HOTEL THE MITSUI KYOTO[4]

## 著書
- 『庭と風景のあいだ』SD選書 2022年
- 『ランドスケープデザインの視座』 学芸出版社 2001年
- 共著『ランドスケープの近代』鹿島出版会 2010年
- 広島市都市計画局都市デザイン室発行『新風景を求めて』 ぎょうせい出版中国支社、1997年
- ピーター ウォーカー メラニー サイモ『見えない庭―アメリカン・ランドスケープのモダニズムを求めて』（佐々木葉二と共訳）、鹿島出版会、1997年
- 共著『世界のランドスケープデザイン』プロセスアーキテクチュア 1990年
- 『市民ランドスケープの創造』市民ランドスケープ研究会 編集
- 共著『環境デザインの試行』武蔵野大学出版会 2007年
- 『オープンスペース環境施設ディテール集』（1998年、南多摩地区オープンスペース環境施設資料作成委員会他）
- 『オープンスペース 環境施設計画資料集』（1997年、南多摩地区オープンスペース計画資料作成委員会）など